# Doix-lès-Fontaines
Doix-lès-Fontaines é uma comuna francesa na região administrativa do País do Loire, no departamento da Vendeia. Estende-se por uma área de 23.87 km². Em 2010 a comuna tinha 1 756 habitantes (densidade: 73,6 hab./km²).
Foi criada em 1 de janeiro de 2016, a partir da fusão das antigas comunas de Doix e Fontaines.